# Tiaramedon
Tiaramedon is een geslacht van kreeftachtigen uit de klasse van de Malacostraca (hogere kreeftachtigen).

## Soort
- Tiaramedon spinosum (Miers, 1879)